# Miss Tierra 2012
Miss Tierra 2012, la 12.ª edición del concurso Miss Tierra, se llevó a cabo el 24 de noviembre de 2012 en el Palacio de Versailles, Muntinlupa, Filipinas, donde Olga Álava Miss Tierra 2011 coronó a Tereza Fajksová de la República Checa al final del evento.

## Resultados
| Resultados finales      | Candidata |
| ----------------------- | --- |
| Miss Tierra 2012        | - República Checa - Tereza Fajksová |
| Miss Aire               | - Filipinas - Stephany Dianne Stefanowitz |
| Miss Agua               | - Venezuela - Osmariel Villalobos |
| Miss Fuego              | - Brasil - Camila Brant Gonçalves |
| Finalistas (Top 8)      | - Estados Unidos - Siria Ysabel Bojorquez - Nepal - Nagma Shrestha - Rusia - Natalia Vladímirovna Pereverzeva - Sudáfrica - Tamerin Jardine                                                                                             |
| Semifinalistas (Top 16) | - Alemania - Nel-Linda Zublewitz - Corea - Sara Kim - Costa Rica - Fabiana Granados Herrera - Escocia - Sara Pender - Italia - Giulia Capuani - Japón - Megumi Noda - Polonia - Justyna Rajczyk - México - Lourdes Paola Aguilar Concha |

## Candidatas
| País/Territorio                      | Candidata                              | Edad | Estatura | Residencia                 |
| ------------------------------------ | -------------------------------------- | ---- | -------- | -------------------------- |
| Alemania                             | Nel-Linda Zublewitz                    | 19   | 1.76     | Bünde                      |
| Argentina                            | Tatiana María José Bischof             | 21   | 1.78     | Buenos Aires               |
| Australia                            | Jenna Seymour                          | 21   | 1.67     | Glenmore Park              |
| Austria                              | Sandra Seidl                           | 24   | 1.70     | Viena                      |
| Bahamas                              | Brooke Maria Sherman                   | 22   | 1.70     | Freeport                   |
| Bélgica                              | Madina Hamidi                          | 25   | 1.69     | Amberes                    |
| Belice                               | Jessel Monique Lauriano                | 23   | 1.70     | Belmopán                   |
| Bolivia                              | Dayana Dorado Moreno                   | 18   | 1.77     | Beni                       |
| Bosnia y Herzegovina                 | Zerina Sirbegovic                      | 21   | 1.69     | Srebrenik                  |
| Botsuana                             | Lorraine Ditsebe                       | 19   | 1.65     | Mochudi                    |
| Brasil                               | Camila Brant Gonçalves                 | 22   | 1.75     | Patos de Minas             |
| Canadá                               | Valérie Rémillard                      | 23   | 1.75     | Quebec                     |
| China                                | Stephanie Rong                         | 25   | 1.73     | Pekín                      |
| China Taipéi                         | Jen-Ling Lu                            | 23   | 1.70     | Taipéi                     |
| Colombia                             | Cindy Kohn-Cybulkiewicz                | 25   | 1.70     | Maicao                     |
| Corea                                | Sara Kim                               | 24   | 1.75     | Seúl                       |
| Costa Rica                           | Fabiana Granados Herrera               | 22   | 1.72     | Guanacaste                 |
| Crimea                               | Liudmyla Kuzmina                       | 24   | 1.78     | Kiev                       |
| Dinamarca                            | Belinda Jensen                         | 22   | 1.73     | Tølløse                    |
| Ecuador                              | Tatiana Catalina Torres Rojas          | 22   | 1.74     | Cuenca                     |
| El Salvador                          | Yaritza Rivera Barillas                | 18   | 1.75     | San Vicente                |
| Escocia                              | Sara Pender                            | 22   | 1.75     | Lanarkshire                |
| Eslovenia                            | Anjeza Barbatovci                      | 21   | 1.74     | Liubliana                  |
| España                               | Nathalia Moreira                       | 20   | 1.73     | Madrid                     |
| Estados Unidos                       | Siria Ysabel Bojorquez                 | 19   | 1.83     | El Paso                    |
| Filipinas                            | Stephany Dianne Devildevil Stefanowitz | 22   | 1.79     | Quezon City                |
| Finlandia                            | Kristiina Maria Airi                   | 19   | 1.72     | Helsinki                   |
| Fiyi                                 | Esther Cheyanne Foss                   | 21   | 1.78     | Suva                       |
| Gales                                | Zoë Kinsella                           | 20   | 1.65     | Cardiff                    |
| Guadalupe                            | Sherina van der Koelen                 | 19   | 1.71     | Pointe à Pitre             |
| Guam                                 | Sarah Borja Filush                     | 24   | 1.73     | Piti                       |
| Guatemala                            | Estéfany Miranda García                | 23   | 1.72     | Ciudad de Guatemala        |
| Honduras                             | Odily Alvarenga                        | 22   | 1.68     | San Pedro Sula             |
| India                                | Prachi Mishra                          | 24   | 1.73     | Prayagraj                  |
| Inglaterra                           | Zahida Begum                           | 18   | 1.65     | Northumberland             |
| Indonesia                            | Chelsy Liven                           | 24   | 1.77     | Tangerang                  |
| Irlanda del Norte                    | Ciara Walker                           | 20   | 1.70     | Derry                      |
| Islas Cook                           | Teuira Napa                            | 19   | 1.70     | Avarua                     |
| Islas Vírgenes de los Estados Unidos | Carolyn Whitney Carter-Heller          | 23   | 1.72     | Christiansted              |
| Italia                               | Giulia Capuani                         | 22   | 1.78     | Milán                      |
| Japón                                | Megumi Noda                            | 25   | 1.72     | Shiga                      |
| Kenia                                | Fiona Yiasi Konchellah                 | 23   | 1.76     | Nairobi                    |
| Kosovo                               | Ajshe Babatinca                        | 18   | 1.70     | Pristina                   |
| Líbano                               | Patricia Geagea                        | 22   | 1.70     | Beirut                     |
| Malasia                              | Deviyah Daranee Radhakrishnan          | 21   | 1.73     | Kuala Lumpur               |
| Malta                                | Yasmin Falzon                          | 20   | 1.75     | La Valeta                  |
| México                               | Lourdes Paola Aguilar Concha           | 19   | 1.71     | Yucatán                    |
| Moldavia                             | Aliona Chitoroaga                      | 24   | 1.72     | Chișinău                   |
| Mongolia                             | Battsetseg Turbat                      | 21   | 1.73     | Ulan Bator                 |
| Nepal                                | Nagma Shrestha                         | 20   | 1.78     | Katmandú                   |
| Nicaragua                            | Braxis Álvarez Ochomogo                | 25   | 1.75     | Río San Juan               |
| Noruega                              | Nina Elise Fjalestad                   | 19   | 1.71     | Asker                      |
| Nueva Zelanda                        | Gloria Ofa Blake                       | 20   | 1.75     | Auckland                   |
| Países Bajos                         | Wilhelmina Shauny Bult                 | 21   | 1.75     | Boxtel                     |
| Pakistán                             | Zanib Naveed                           | 25   | 1.65     | Lahore                     |
| Panamá                               | Ana Lorena Ibáñez Carles               | 26   | 1.74     | Penonomé                   |
| Paraguay                             | Alexandra Helena Fretes Galeano        | 24   | 1.76     | Asunción                   |
| Polonia                              | Justyna Rajczyk                        | 20   | 1.73     | Poznan                     |
| Puerto Rico                          | Darla Arni Pacheco Montañez            | 23   | 1.83     | Toa Baja                   |
| República Checa                      | Tereza Fajksová                        | 23   | 1.79     | Ivančice                   |
| República Dominicana                 | Rocío Elizabeth Castellanos Matías     | 25   | 1.74     | Santiago de los Caballeros |
| República Eslovaca                   | Martina Grešová                        | 25   | 1.72     | Humenné                    |
| Reunión                              | Aïsha Valy                             | 22   | 1.73     | Entre-Deux                 |
| Rumania                              | Iulia Monica Dumitrescu                | 20   | 1.68     | Cluj-Napoca                |
| Rusia                                | Natalia Vladímirovna Pereverzeva       | 23   | 1.77     | Moscú                      |
| Singapur                             | Phoebe Tan                             | 24   | 1.72     | Singapur                   |
| Sudáfrica                            | Tamerin Jardine                        | 23   | 1.77     | Sandton                    |
| Sudán del Sur                        | Rachel Angeth Madit                    | 21   | 1.70     | Yuba                       |
| Suecia                               | Camilla Hansson                        | 24   | 1.71     | Estocolmo                  |
| Suiza                                | Lea Sara Wittwer                       | 20   | 1.63     | Berna                      |
| Sri Lanka                            | Chathurika Ariyawansha                 | 25   | 1.70     | Colombo                    |
| Tanzania                             | Bahati Chando                          | 20   | 1.64     | Dar es Salaam              |
| Tailandia                            | Waratthaya Wongchayaporn               | 19   | 1.72     | Hat Yai                    |
| Trinidad y Tobago                    | Amryl Claudia Nurse                    | 22   | 1.78     | Chickland                  |
| Turquía                              | İlknur Melis Durası                    | 22   | 1.80     | Estambul                   |
| Ucrania                              | Ievganiia Prokopenko                   | 25   | 1.73     | Sumy                       |
| Uruguay                              | Cynthia Kutscher Kleinschmidt          | 22   | 1.70     | Salto                      |
| Venezuela                            | Osmariel Maholi Villalobos Atencio     | 24   | 1.72     | Maracaibo                  |
| Vietnam                              | Đỗ Hoàng Anh                           | 18   | 1.76     | Ha Noi                     |
| Zimbabue                             | Dimitra Markou                         | 18   | 1.72     | Bulawayo                   |

## Eventos y retos

### M.E. Desafío Trivia
La «Miss Tierra 2012 Desafío Trivia» se celebró el pasado 4 de noviembre de 2012.
| Resultado final                                | Concursantes                                         |
| Robinsons Place Dasmariñas, Cavite             | Robinsons Place Dasmariñas, Cavite                   |
| ---------------------------------------------- | ---------------------------------------------------- |
| Medalla de oro                                 | - Sudáfrica - Tamerin Jardine                        |
| Medalla de plata                               | - Estados Unidos - Siria Ysabel Bojorquez            |
| Medalla de bronce                              | - Filipinas - Stephany Dianne Damondamon Stefanowitz |
| Robinsons Pioneer Forum Edsa, Mandaluyong City |                                                      |
| Medalla de oro                                 | - Gales - Zoë Kinsella                               |
| Medalla de plata                               | - Pakistán - Zanib Naveed                            |
| Medalla de bronce                              | - Islas Cook - Teuira Napa                           |

### Camine con M.E.
El «Paseo de la señorita Campaña Tierra» se llevaron a cabo en las siguientes fechas: 4, 6, 7 y 8 de noviembre de 2012.
| Resultado final   | Concursantes                                                                                        |
| Luneta Park       | Luneta Park                                                                                         |
| ----------------- | --------------------------------------------------------------------------------------------------- |
| Medalla de oro    | - Sudáfrica - Tamerin Jardine                                                                       |
| Medalla de plata  | - Países Bajos - Wilhelmina Shauny Bult - Nepal - Nagma Shrestha                                    |
| Medalla de bronce | - Dinamarca - Belinda Jensen - Islas Vírgenes de los Estados Unidos - Carolyn Whitney Carter-Heller |
| SM North EDSA     | |
| Medalla de oro    | - Canadá - Valérie Rémillard                                                                        |
| Medalla de plata  | - Bélgica - Madina Hamidi                                                                           |
| Medalla de bronce | - Australia - Jenna Seymour                                                                         |
| SM Mall of Asia   | |
| Medalla de oro    | - República Dominicana - Rocío Elizabeth Castellanos Matías                                         |
| Medalla de plata  | - España - Nathalia Moreira                                                                         |
| Medalla de bronce | - Rusia - Natalia Vladímirovna Pereverzeva                                                          |

### Amo a mi planeta campaña escolar
El «I Love My School Planet Challenge Tour» como se conoce en inglés se celebró el pasado 5 al 8 de noviembre de 2012. Las siguientes candidatas fueron elegidas como los «Mejores Maestras de Escuela Tour».
| Final result                                 | Contestant                                                             |
| Binangonan Elementary School, Rizal          | Binangonan Elementary School, Rizal                                    |
| -------------------------------------------- | ---------------------------------------------------------------------- |
| Medalla de oro                               | - Turquía - İlknur Melis Durası                                        |
| Medalla de plata                             | - Islas Vírgenes de los Estados Unidos - Carolyn Whitney Carter-Heller |
| Medalla de bronce                            | - Países Bajos - Wilhelmina Shauny Bult                                |
| Ilaya and P. Jarin Elementary Schools, Rizal |                                                                        |
| Medalla de oro                               | - Fiyi - Esther Cheyanne Foss                                          |
| Medalla de plata                             | - Argentina - Tatiana María Bischof                                    |
| Medalla de bronce                            | - Gales - Zoë Kinsella                                                 |